# Eisteddfod

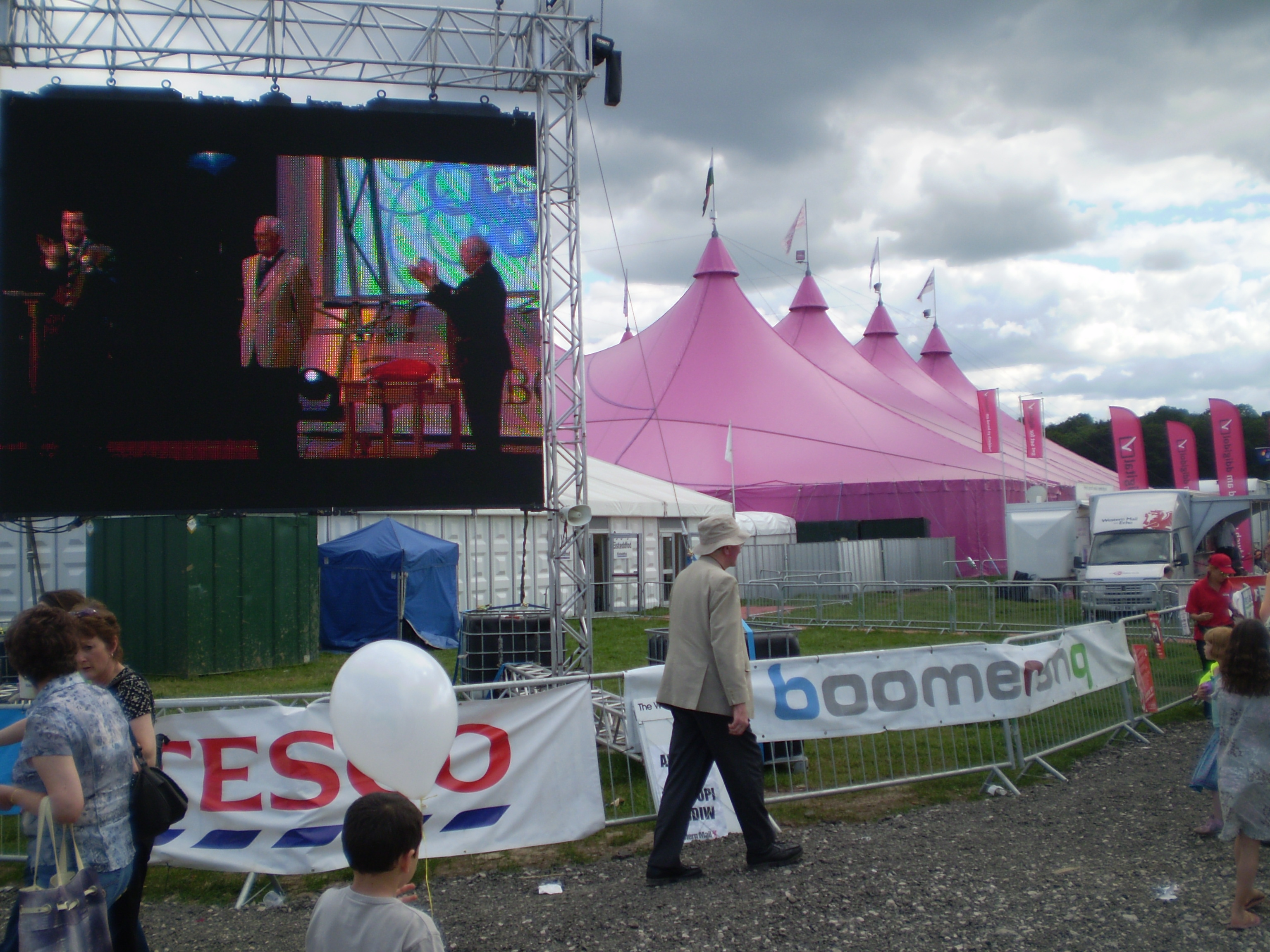
Eisteddfod, 2007

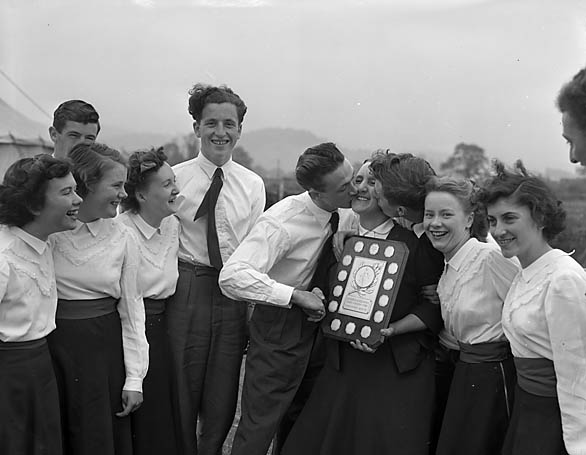
Jeugd-eisteddfod, 1954

Een eisteddfod is een festival in Wales met literatuur, muziek en optredens. De traditie stamt uit de 12e eeuw en werd uiteindelijk vergeten. Pas vanaf 1792 werd het feest onder invloed van de romantiek weer gevierd.  
Het woord eisteddfod (meervoud: eisteddfodau) is een samenstelling van de Welshe woorden eistedd, dat "zitten" betekent, en bod, dat "zijn" betekent (waarbij de beginletter b in f verandert volgens de regels van Welshe consonantmutatie).

## Nationale eisteddfod van Wales
De belangrijkste eisteddfod is de nationale eisteddfod van Wales (Eisteddfod Genedlaethol Cymru) waarbij er elke juli of augustus in een andere Welshe stad het festival wordt gevierd:
- 2008: Cardiff (Welsh: Caerdydd)
- 2009: Bala (Welsh: Y Bala)
- 2010: Ebbw Vale (Welsh: Blaenau Gwent)
- 2011: Wrexham (Welsh: Wrecsam)
- 2012: Vale of Glamorgan (Welsh: Bro Morgannwg)
- 2013: Denbighshire (Welsh: Sir Ddinbych)
- 2014: Llanelli
- 2015: Montgomeryshire (Welsh: Sir Drefaldwyn)
- 2016: Monmouthshire (Welsh: Sir Fynwy)

Traditioneel wordt dit afwisselend in een plaats in het noorden van Wales en in het zuiden van Wales gehouden.

## Jeugd-eisteddfod
Een andere jaarlijkse eisteddfod is de Eisteddfod Yr Urdd of de jeugd-eisteddfod. Het is bedoeld voor Welshe jeugd van 7 tot 24 jaar die een week lang zang-, dans- en andere wedstrijden houden. Het is een van de grootste jeugdfestivals in Europa.

## Internationaleeisteddfod
Sedert 1947 wordt jaarlijks, in de tweede week van juli,  te Llangollen de Llangollen International Musical Eisteddfod, in het Welsh genaamd: Eisteddfod Ryngwladol Llangollen, een meerdaags internationaal muziekfestival, gehouden. Er is een concours voor o.a. zangkoren aan verbonden. Er wordt muziek in verschillende genres, met name in de eerste decennia van het bestaan van het festival ook klassieke muziek, ten gehore gebracht, en er zijn ook dansoptredens.
In 1949 droeg het optreden op dit festival  van een koor uit Lübeck bij tot de verzoening tussen het Verenigd Koninkrijk en Duitsland, pas 4 jaar na de Tweede Wereldoorlog.
In 1953 werd het concours voor zangkoren op dit festival verrassend gewonnen door een zangkoor uit Duitsland, de overwegend uit kinderen bestaande Schaumburger Märchensänger uit Obernkirchen. Het koor nam deel onder de naam Obernkirchen Children’s Choir. Als toegift had het een vernieuwde versie van het Duitse, oorspronkelijk 19e-eeuwse volksliedje Mein Vater war ein Wandersmann gezongen, wat door de jury met de hoogste prijs bekroond werd. Dit succesnummer werd in het Engels bekend als The Happy Wanderer. 
In 1955 was hier één van de eerste optredens buiten Italië te horen van de operazanger Luciano Pavarotti; hij was in gezelschap van zijn vader en van een koor uit Pavarotti's woonplaats Modena. De prijs voor het beste zangkoor op het festival is later naar Pavarotti genoemd.
Sedert 2011 is het evenement steeds meer op een openlucht-popfestival gaan lijken; artiesten als McFly, UB40 en Status Quo gaven er hun nummers ten beste.